# (14827) Hypnos
(14827) Hypnos – planetoida z grupy Apollo okrążająca Słońce w ciągu 4 lat i 294 dni w średniej odległości 2,85 j.a. Została odkryta 5 maja 1986 roku. Przed nadaniem nazwy planetoida nosiła oznaczenie tymczasowe (14827) 1986 JK. 